# Slovinsko na Zimních olympijských hrách 2010
Slovinsko na Zimních olympijských hrách 2010 reprezentovalo celkem 47 sportovců, 30 mužů a 17 žen, soutěžilo v 10 sportech.

## Medailisté
| Medaile | Jméno           | Sport           | Disciplína           |
| ------- | --------------- | --------------- | -------------------- |
| Stříbro | Tina Mazeová    | Alpské lyžování | ženy obří slalom     |
| Stříbro | Tina Mazeová    | Alpské lyžování | ženy super G         |
| Bronz   | Petra Majdičová | Běh na lyžích   | ženy sprint klasicky |